# Orły (gmina)

Proponowany herb gminy, obecnie używany nieoficjalnie

Orły – gmina wiejska w województwie podkarpackim, w powiecie przemyskim.
W latach 1975–1998 gmina położona była w województwie przemyskim. Gmina leży 10 km na północ od Przemyśla. Obszar gminy zajmuje powierzchnię 70,07 km², co stanowi 5,8% powierzchni powiatu przemyskiego. Gmina Orły otoczona jest gminami powiatu przemyskiego i sąsiaduje od południa z gminą Żurawica, od wschodu z gminą Stubno, a od północy i zachodu z gminami powiatu jarosławskiego odpowiednio: Radymno i Chłopice.
Siedziba gminy to Orły.
Szczególną popularnością wśród miłośników militariów cieszą się fortyfikacje stanowiące część zewnętrzną umocnień Twierdzy Przemyśl z ok. 1880 r. a zwłaszcza Fort dwuwałowy, pancerny oraz Szaniec Miedzypola, usytuowane w sołectwie Duńkowiczki. Fort XI Twierdzy Przemyśl z czasów I wojny światowej, stanowi cenny zabytek historyczny południowo-wschodniej Polski.
Gmina Orły wychodząc naprzeciw problemowi jakim jest bezrobocie, oferuje teren pod inwestycje usługowo-produkcyjne o powierzchni 40 ha (39,22 ha) położony w obrębie miejscowości Zadąbrowie, stanowiący mienie komunalne, działka typu „green field”. Położona w bezpośrednim sąsiedztwie drogi krajowej nr 77 i przejść granicznych w Medyce (25 km) i Korczowej (30 km), oraz jednego z największych suchych portów w Europie w Żurawicy. Węzeł „Przemyśl” łączący autostradę A4 oraz drogę krajową nr 77 leży w odległości 2 km od terenu przeznaczonego pod inwestycje.
Teren został włączony do Tarnobrzeskiej Specjalnej Strefy Ekonomicznej Euro-Park Wisłosan.
Teren Inwestycyjny w Zadąbrowiu w konkursie „Grunt na medal” edycja 2008 zakwalifikował się do finałowego etapu konkursu i otrzymał tytuł Laureata II edycji ogólnopolskiego konkursu „Grunt na medal 2008”.

## Struktura powierzchni
Gmina Orły ma obszar 70,11 km², co stanowi 5,78% powiatu, w tym:
- użytki rolne: 88%,
- użytki leśne: 2%.

## Demografia

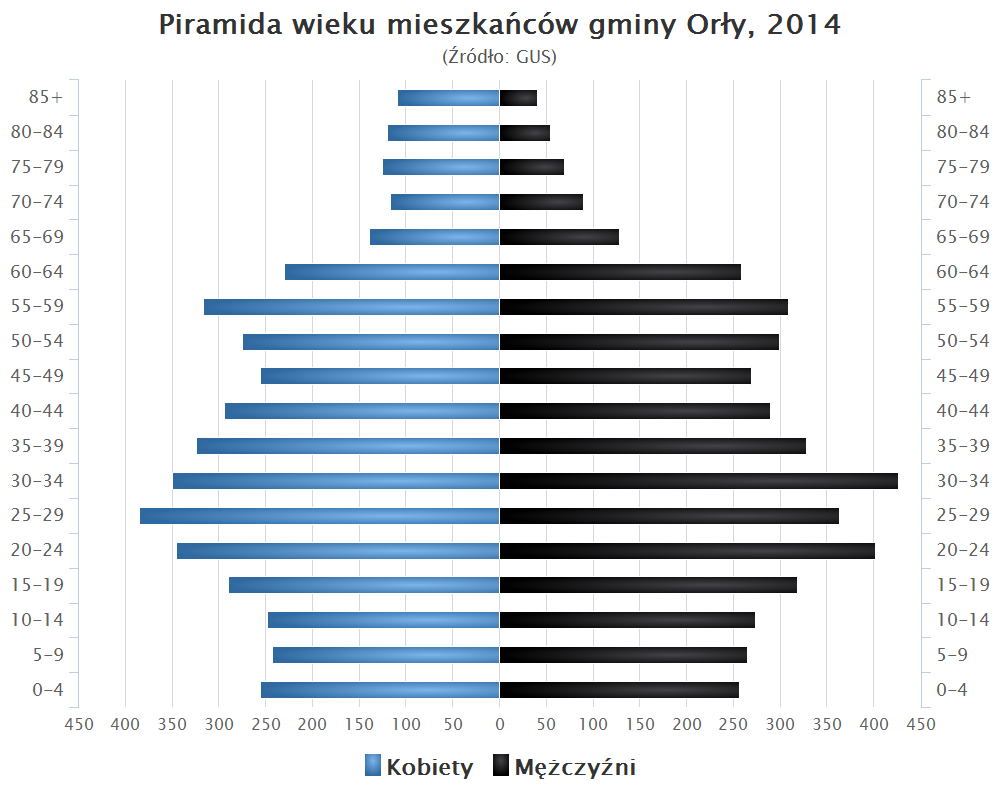
Piramida wieku mieszkańców gminy Orły w 2014 roku

Dane z 2013:
| Opis                              | Ogółem | Ogółem | Kobiety | Kobiety | Mężczyźni | Mężczyźni |
| --------------------------------- | ------ | ------ | ------- | ------- | --------- | --------- |
| jednostka                         | osób   | %      | osób    | %       | osób      | %         |
| populacja                         | 8883   | 100    | 4260    | 50,1    | 4241      | 49,9      |
| gęstość zaludnienia (mieszk./km²) | 121,3  | 121,3  |         |         |           |           |

## Sołectwa
Ciemięrzowice, Drohojów, Duńkowiczki, Hnatkowice, Kaszyce, Małkowice, Niziny, Olszynka, Orły, Trójczyce, Wacławice, Walawa, Zadąbrowie.
OsadyKolonia, Mordownia

## Sąsiednie gminy
- Chłopice (powiat jarosławski)
- Radymno (powiat jarosławski)
- Stubno
- Żurawica